# بنگ زوم!
بنگ زوم! (انگلیسی: Bang Zoom!) شرکت رسانه‌ای آمریکایی است، که در سال ۱۹۹۳ تأسیس شد.